# Vagevuurbossen
De Vagevuurbossen (of het Vagevuurbos) is een 220 hectare groot bos- en natuurgebied bij Wingene in het 'Landschapspark Bulskampveld'. Het bos sluit aan bij Lippensgoed-Bulskampveld (domeinbos 90 hectare en 230 hectare provinciedomein); samen vormen ze het grootste complex van openbaar bos (540 hectare) in West-Vlaanderen. Het Vagevuurbos ligt niet ver van de De Gulke Putten. De Vagevuurbossen wordt beheerd door het Agentschap voor Natuur en Bos. Het bosgebied strekt zich uit ten zuiden van de E40 op het grondgebied van de gemeenten Beernem, Hertsberge en Wingene. De naam Vagevuurbos(sen) verwijst naar de Vagevuurkapel die langs de Blauwhuisstraat gebouwd werd. De Vagevuurbossen zijn Europees beschermd als onderdeel van Natura 2000-habitatrichtlijngebied 'Bossen, heiden en valleigebieden van Zandig Vlaanderen: westelijk deel'.

## Fauna en flora
Grote delen van het Vagevuurbos bestonden bij aankoop uit naaldhout (grove den, Corsicaanse den, lork en douglasspar). Van nature kwam hier echter vooral eiken- en zomereiken-, berken- of beukenbos voor. Het bosbeheer van het Agentschap voor Natuur en Bos streeft naar geleidelijke toename van het aandeel inheems loofbos. Tegen het kappen van het naaldbos ontstond in 2019 protest. Op open plekken kiemen zomereik, ruwe berk, vuilboom en wilde lijsterbes. In de bosdreven en aan de bosrand bloeien ruige veldbies of het bleeksporig bosviooltje. Er groeien paddenstoelen waaronder vliegenzwam, eekhoorntjesbrood, heksenboleet en kastanjeboleet. In de Vagevuurbossen leven levendbarende hagedissen, reeën (sinds 2000), buizerds, haviken, toren- en boomvalken, sperwers, bos- en ransuilen, zwarte spechten, boomklevers en matkoppen.

## Afbeeldingen

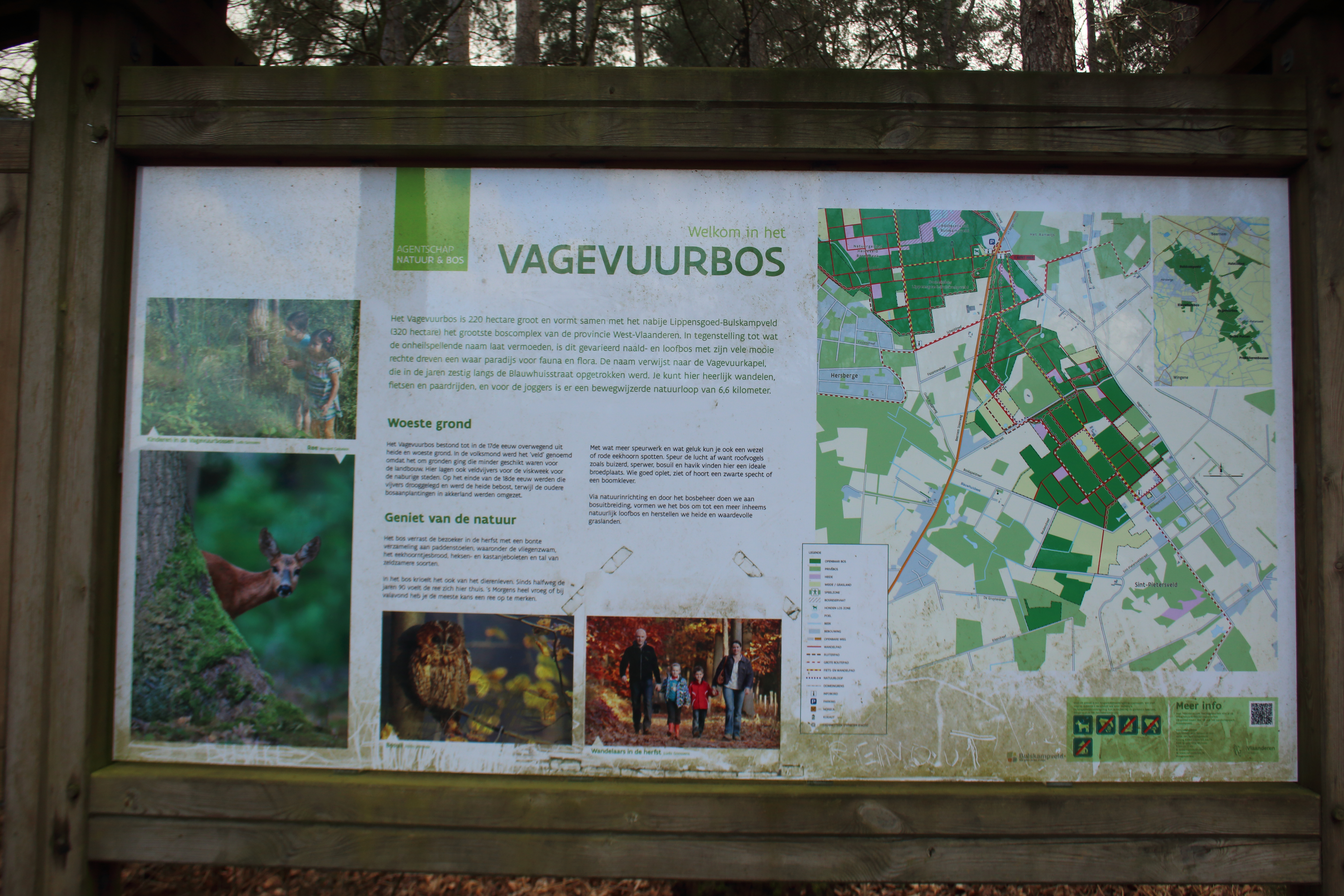
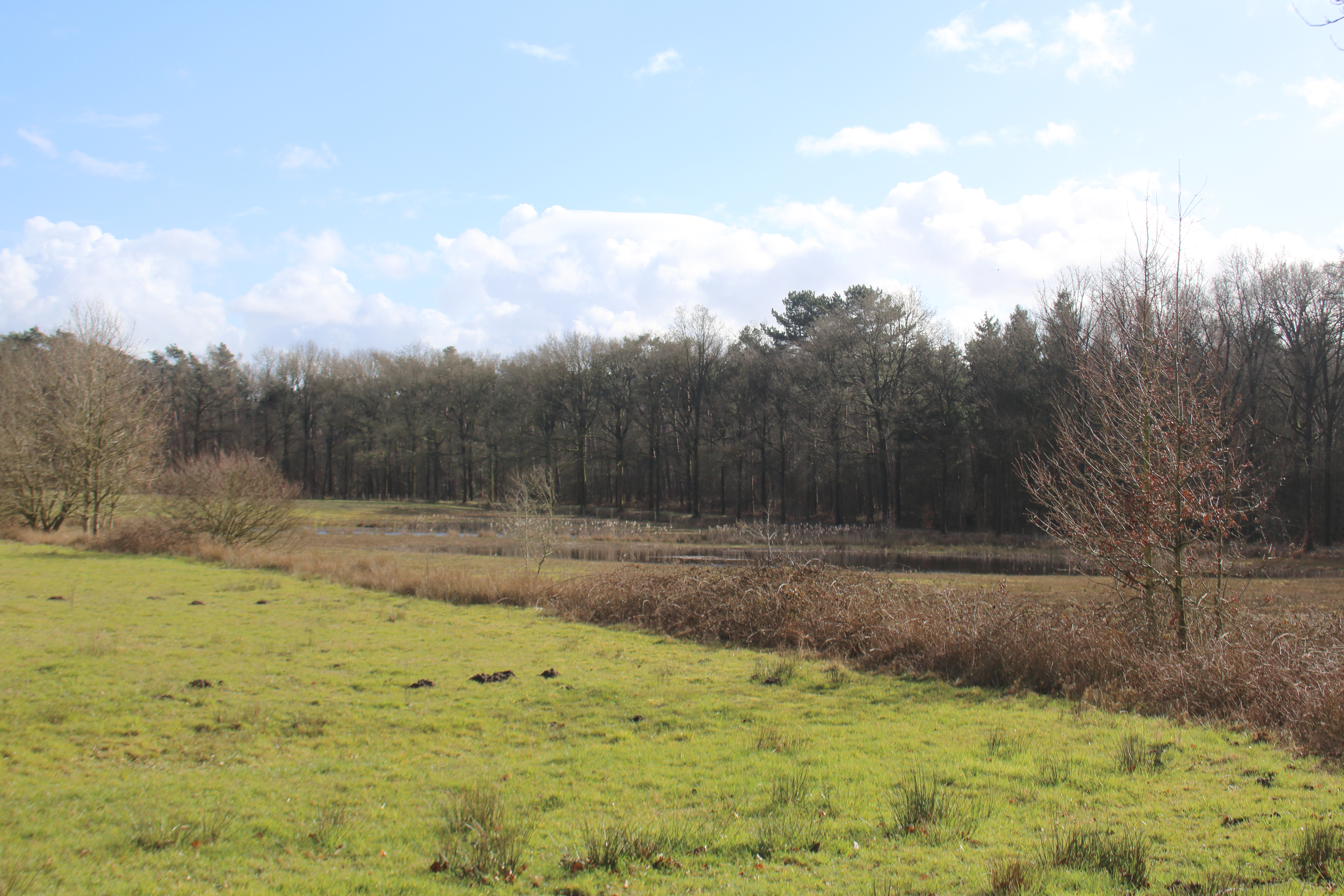
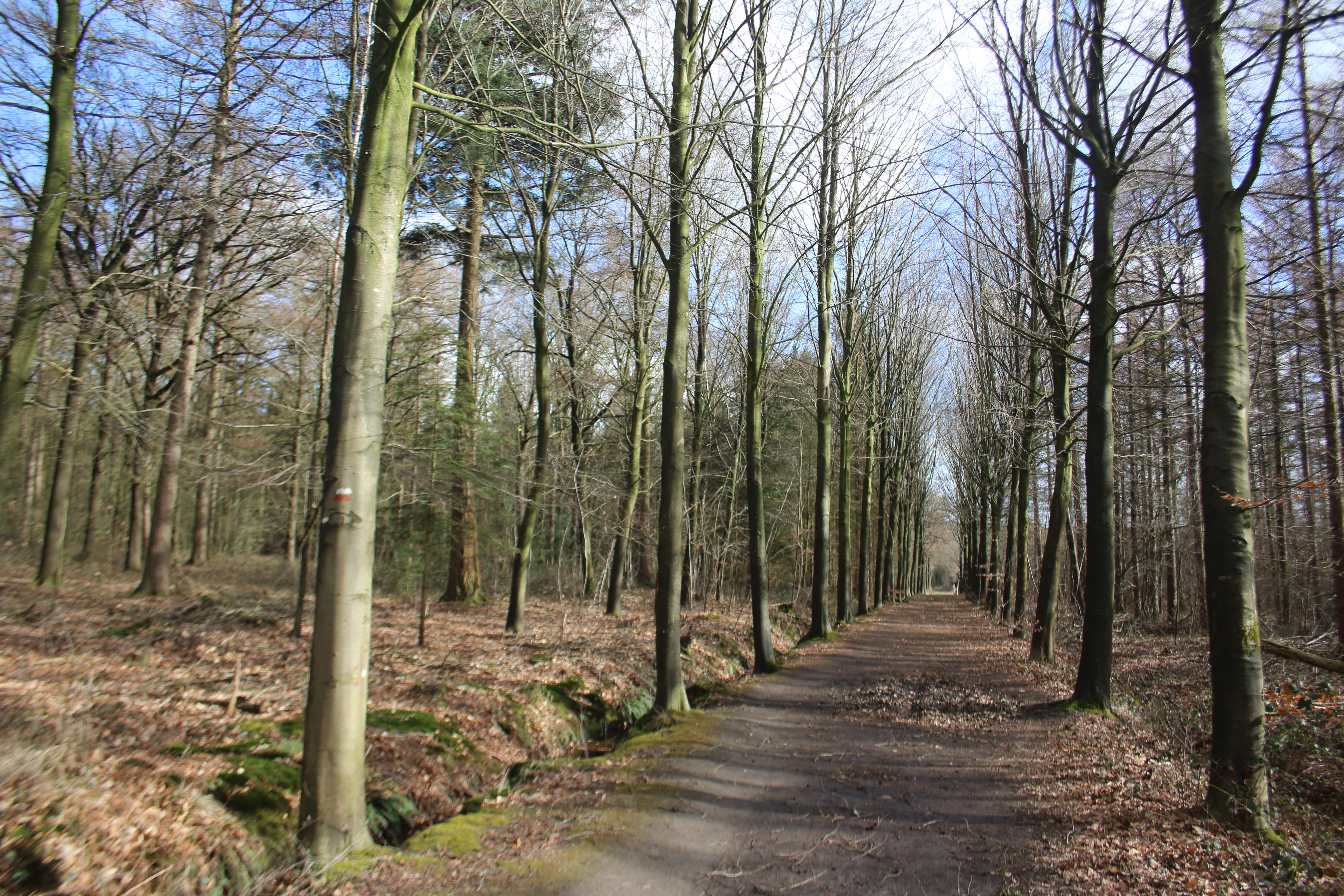
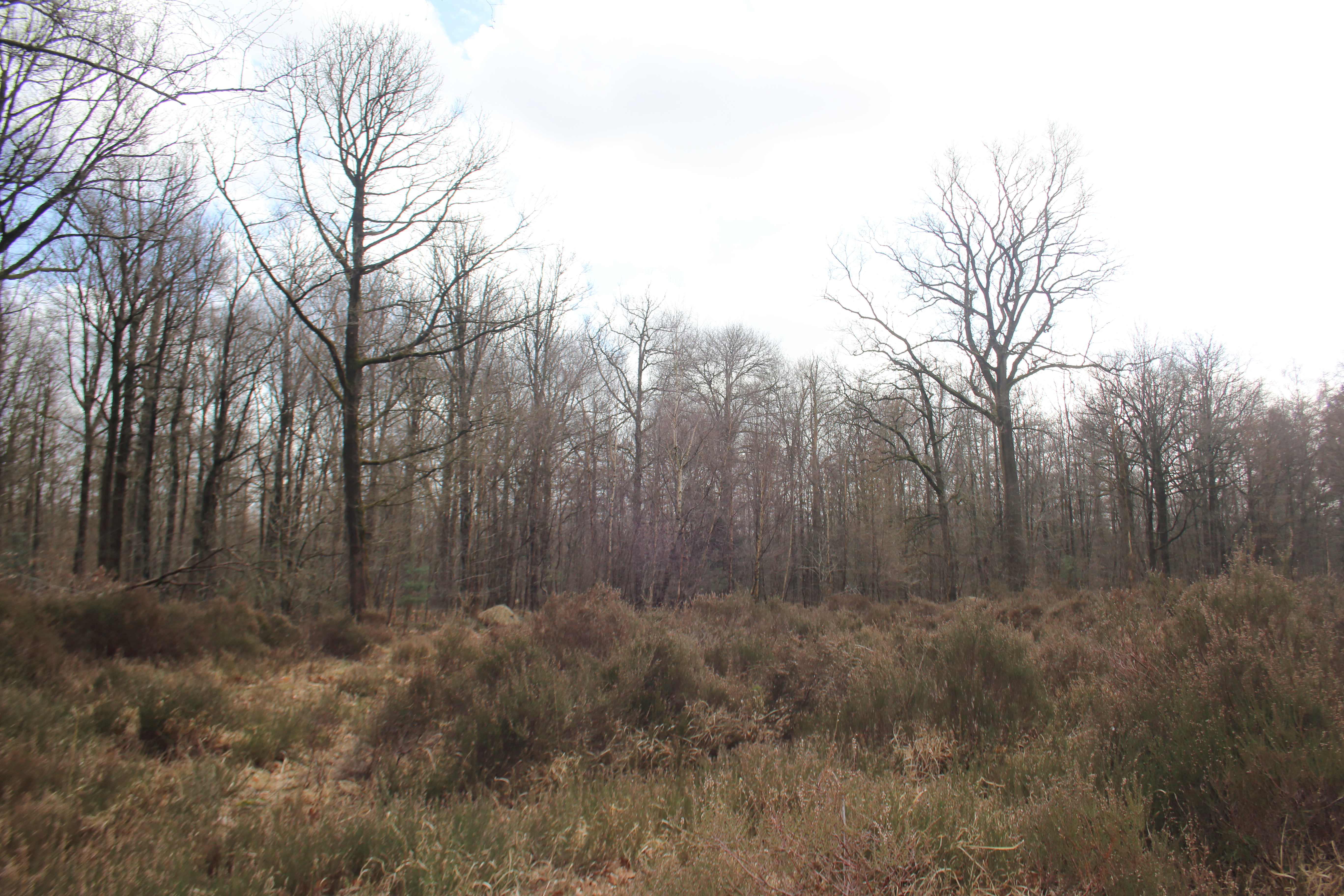
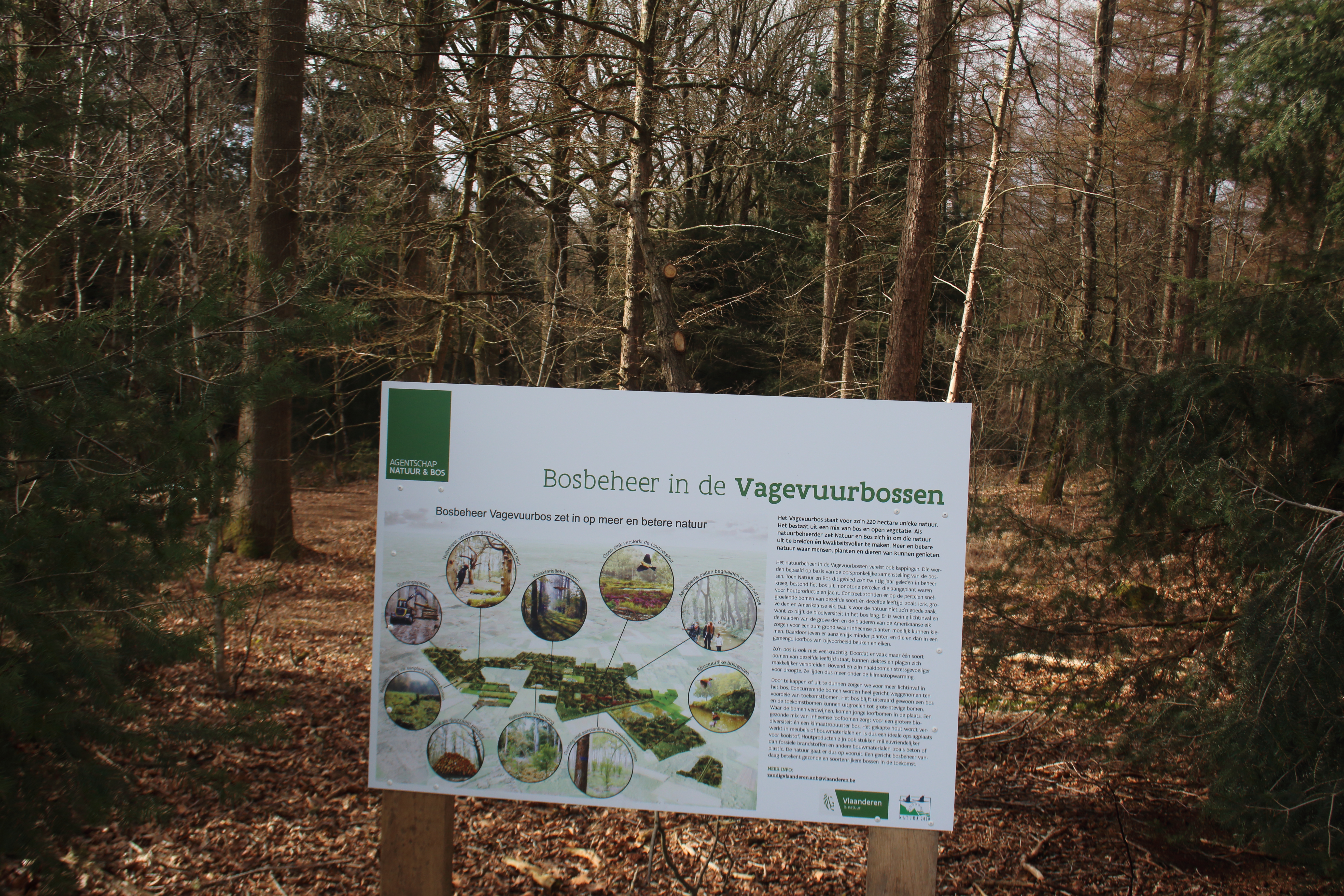